# Vårvindar Friska
"Vårvindar friska" ("Den stackars Anna" eller "Molltoner från Norrland") er en svensk folkesang med tekst af Julia Nyberg og med en melodi fra en traditionel svensk folkevise fra Norrland. Sangen hører til Valborgsaftens traditionelle sange i Sverige og Finland. I Sverige er den bl.a. blevet indspillet af Helen Sjöholm, Stockholms Studentsångare, Per Gudmundson, Anders Widmark, folkmetalbandet Falconer og vokalgruppen Åkervinda.
I Norge forekommer visen med en alternativ tekst af Margrethe Munthe, "17. mai er jeg så glad i" og synges i forbindelse med landets grundlovsdag. Undertiden kalder nordmændene melodien for "Østerdalsmarsj", til trods for at det ikke er en march, men derimod går i trefjerdedelstakt. Den originale svenske udgave er også blevet indspillet af den norske sanger Sissel Kyrkjebø på hendes album Nordisk Vinternatt fra 2005.
I Danmark har sangen fået titlen "Anna og Anders" og en noget anden tekst skrevet af Vidar Frandsen i 1977.